# Cá heo Heaviside
Cá heo Heaviside (danh pháp hai phần: Cephalorhynchus heavisidii) là một loài động vật có vú trong họ Cá heo đại dương, bộ Cá voi. Loài này được nhà động vật học John Edward Gray mô tả vào năm 1828.

## Hình ảnh

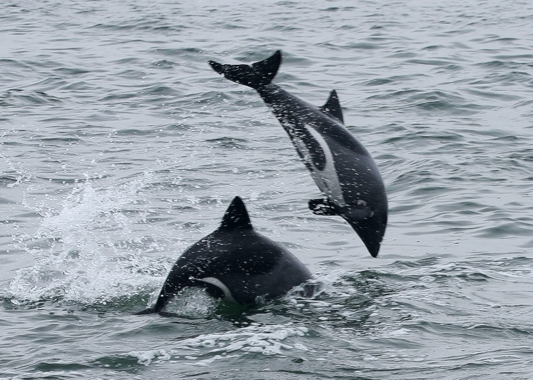